# Weissia pilifera
Weissia pilifera är en bladmossart som först beskrevs av Dickson, och fick sitt nu gällande namn av Funck och Wallroth 1831. Weissia pilifera ingår i släktet krusmossor, och familjen Pottiaceae. Inga underarter finns listade i Catalogue of Life.